# Gerhard Schneider (Politiker, 1904)
Gustav Willibald Gerhard Schneider (* 22. April 1904 in Frankfurt am Main; † 20. Januar 1988 in Lübeck) war ein deutscher Verwaltungsjurist und Bürgermeister der Hansestadt Lübeck.

## Leben
Schneider studierte von 1923 bis 1927 Rechtswissenschaft an den Universitäten in Halle (Saale) und Kiel. Während seiner Studienzeit war er in der Landsmannschaft Pomerania Halle aktiv und blieb dort bis zu seinem Lebensende Mitglied. Den juristischen Vorbereitungsdienst leistete er von 1927 bis 1930 in Schleswig-Holstein und Hamburg ab. Er trat sodann zunächst als Assessor in die Dienste der Finanzverwaltung der Freien und Hansestadt Lübeck und war dort als Regierungsrat ab 1932 in der Präsidialbehörde tätig. In diese Zeit fiel die absehbare Mediatisierung Lübecks, die er maßgeblich mit begleitete, und die Gleichschaltung des Lübecker Senats 1933 durch die Nationalsozialisten. Mit der von ihm mit entwickelten und umgesetzten Strategie der vorherigen Kommunalisierung von Staatsvermögen konnte in der Umsetzung des Groß-Hamburg-Gesetzes in den weiteren Überleitungsverhandlungen mit Preußen für die Stadt Lübeck ein annehmbares Ergebnis erzielt werden, indem der Kommune Stadt Lübeck erhebliche Vermögenswerte erhalten blieben, die ansonsten preußisches Vermögen geworden wären. Von 1938 bis 1941 war er Stadtsyndikus, von 1941 bis 1945 Stadtrat und als solcher von 1941 mit der Wahrnehmung der Geschäfte des Oberbürgermeisters Otto-Heinrich Drechslers betraut, der selbst in Riga eingesetzt war. Drechslers eigentlicher Stellvertreter Senator Hans Böhmcker war in Amsterdam eingesetzt und übernahm die Vertretung Drechslers nur für kurze Zeit nach dem Luftangriff vom 29. März 1942 bis zu seinem Selbstmord noch im gleichen Jahr. 1945 war Schneider nach der Verhaftung Drechslers durch die British Army und dessen Selbstmord in der Haft kurzzeitig Bürgermeister der Stadt, wurde dann jedoch nach einem Monat zum 30. Mai 1945 von der britischen Militärregierung des Amtes enthoben. Ab 1951 war er als Oberverwaltungsrat in der Lübecker Bauverwaltung tätig und wechselte 1956 in die Finanzverwaltung der Stadt. Von 1956 bis 1968 war er Finanzsenator der Stadt.
Er gehörte folgenden Aufsichtsräten an:
- Handelsbank in Lübeck (1943–45)
- Lübecker Hypothekenbank 1943–45 und 1957–1979

Weiter dem Verwaltungsrat der
- Landesbank und Girozentrale Schleswig-Holstein (1943–45) und

der Vorsteherschaft der
- Spar- und Anleihekasse zu Lübeck 1939/40 und 1941–45

Schneider war ehrenamtlich in der Vorsteherschaft der Gesellschaft zur Beförderung gemeinnütziger Tätigkeit engagiert und von 1961 bis 1964 Direktor dieser Gesellschaft, deren Denkmünze in Gold er 1980 erhielt.
Der schriftliche Nachlass Gerhard Schneiders liegt (noch gesperrt) im Archiv der Hansestadt Lübeck.

## Schriften
- Gemeinde Hansestadt Lübeck. In: Der Wagen 1940.
- Hafenbeteiligungsverträge Lübeck-Preußen. In: Lübeckische Blätter 1941, S. 104 ff.
- Der Lübecker Hafen und seine Neuordnung seit der Ländervereinigung mit Preußen. In: Lübeckische Blätter 1941, S. 335 ff.
- Die Neuordnung des Lübecker Hafens. In: Der Wagen 1941, S. 70 ff.
- Das Lübecker Stiftungswesen. Ein Querschnitt. In: Der Wagen 1942/44, S. 25–26
- Zur Stellung des Denkmalrates in Lübeck. In: Lübeckische Blätter 1953, S. 5ff.
- Lübecks Verfassung und Verwaltung im Wandel der Zeiten. In: Lübeckische Blätter 1953, S. 105 ff.
- Gedanken zur Gemeinde Stadt Lübeck. In: Der Wagen 1954
- Die Lübecker Forsten. In: Der Wagen 1956, S. 81 ff.
- Rede des Direktors zum 172. Stiftungsfest [der Gesellschaft zur Beförderung gemeinnütziger Tätigkeit] am 8. November 1961. In: Lübeckische Blätter 1962, S. 270 ff.
- Lübecks Bankenpolitik im Wandel der Zeiten (1898–1978), Schmidt-Römhild, Lübeck 1979, ISBN 3-7950-0435-7.
- Der Übergang der unteren Trave an die Reichswasserstraßenverwaltung 1934. In: Zeitschrift des Vereins für Lübeckische Geschichte und Altertumskunde. Bd. 60 (1980), S. 126–160 (Digitalisat).
- Lübeck und Schleswig-Holstein – in Vergangenheit, Gegenwart und Zukunft. In: Lübeckische Blätter 1982, S. 211 ff.
- Die Beteiligung Preußens am Lübecker Hafen. In: Lübeckische Blätter 1984, S. 251 ff.
- Gefährdung und Verlust der Eigenstaatlichkeit der Freien und Hansestadt Lübeck und seine Folgen; Schmidt-Römhild, Lübeck 1986 ISBN 3-7950-0452-7